# Moorfields
À Londres, les Moorfields (littéralement, « Champs de tourbières ») furent parmi les derniers terrains dits « libres » de la Cité de Londres. Situés près de la porte de Moorgate, les champs étaient partagés en trois parties : les Moorfields au nord du Bethlem Royal Hospital (et à l'intérieur des limites de la ville), les Middle Moorfields (plus au nord) et les Upper Moorfields (encore plus au nord). Ils ont disparu à la fin du XVIIIe siècle et au début du XIXe siècle.

## Histoire

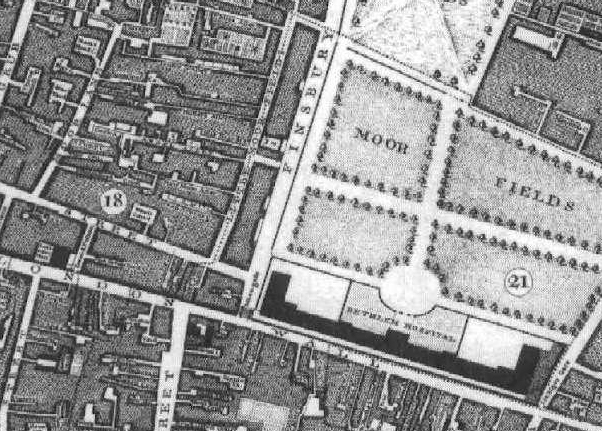
Carte du mur de Londres où apparaissent Moorgate, les Moorfields et le Bethlem Royal Hospital. Carte de John Rocque publiée en 1746.